# Algemene rechtsbeginselen
Algemene rechtsbeginselen zijn fundamentele opvattingen die behoren tot het wezen van een samenleving en die geacht worden van een dergelijk groot belang te zijn, dat er juridisch normerende werking aan wordt toegekend. In België wordt evenwel vereist dat steeds ook een specifieke wettelijke bepaling wordt aangewezen, die dit rechtsbeginsel mee kan schragen.
Het zijn soms ongeschreven, vrij abstracte normen en waarden, hier is het oude adagium "non scripta lex, sed lata lex" (geen geschreven, maar geboren recht) toepasselijk. In zekere zin zijn het rechtsnormen op het meest abstracte niveau. Alhoewel zij vaak niet binnen een strak wetgevingskader geformuleerd worden, zijn de geldende regels vaak wel voldoende duidelijk om onderliggende beweegreden te zijn voor geschreven wetten en regels, of om op de achtergrond mee te spelen bij toepassing van het recht door de rechter. Toepassing van bepaalde rechtsbeginselen kan er zelfs toe voeren, dat een volgens wetgeving beoogd gevolg wordt afgezwakt als de feiten en omstandigheden in een concreet geval daartoe aanleiding geven. Een voorbeeld uit het Belgisch en Nederlands recht is het algemene rechtsbeginsel van de redelijkheid en billijkheid.
Er bestaan echter ook beginselen die zijn geconcretiseerd en vastgelegd in internationale verdragen en constituties, zoals het Europees Verdrag van de Rechten voor de Mens (EVRM).
Algemene rechtsbeginselen die niet gecodificeerd zijn, zijn in de regel niet op dezelfde manier afdwingbaar voor de rechtbank als  bijvoorbeeld een onbestreden geldvordering. Er kan in een procedure een beroep op worden gedaan, het is dan aan de rechter te beoordelen of de gegeven feiten en omstandigheden van het geval aanleiding zijn het rechtsbeginsel toe te passen. Zo laten ze toe de algemene regels van een wet in individuele gevallen te interpreteren en indien nodig geacht bij te sturen, wanneer die wet onvolledig is, onduidelijk, of de uitkomst in het individuele geval te hard is. De rechter doet aan rechtsvinding. van een juist oordeel in een concrete zaak, de rechter moet dat goed motiveren.
Vaak zal er uit verschillende wetteksten eenzelfde achterliggende gedachte voortkomen. Die gedachte zal bestendigd worden door de erkenning ervan als algemeen rechtsbeginsel. Een voorbeeld in België, afkomstig van het Hof van Cassatie Antwerpen, is een zaak uit 2022 waar een meerderjarige erfgenaam met succes de nietigheid inriep van een testamentaire bewindsclausule waarbij zijn eigendomsrechten werden beperkt. Het Hof vernietigde de bestreden clausule met de motivering dat de regel van de principiële handelingsbekwaamheid van een ieder is in het Belgisch rechtstelsel fundamenteel is en uitzonderingen daarop uitsluitend door de wetgever kunnen worden aangebracht. Meerderjarige bekwame personen dienen vrij en ongestoord over hun goederen te kunnen beschikken, zonder hiervoor enige verantwoording te moeten afleggen.
In België en Frankrijk wordt onderscheid gemaakt tussen:
- Algemene rechtsbeginselen met een grondwettelijke waarde.
- Algemene rechtsbeginselen met een wettelijke waarde.
- Algemene rechtsbeginselen met een louter aanvullende waarde.

## Voorbeelden
Ter illustratie enkele voorbeelden van algemene rechtsbeginselen in een willekeurige volgorde:
- Scheiding der machten.
- Redelijkheid en billijkheid.
- Algemene beginselen van behoorlijk bestuur, daarin begrepen:
  - Wettelijkheid.
  - Gelijke behandeling.
  - Zorgvuldigheid.
  - Vertrouwen.
  - Redelijkheid.
- Het verbod op rechtsmisbruik.
- Recht op een eerlijk proces
- Recht op toegang tot de rechter (ius de non evocando)[3]
- Recht van verdediging.
- Algemene beginselen van behoorlijk proces, daarin begrepen:
  - Onpartijdigheid en onafhankelijkheid van de rechter.
  - Hoor en wederhoor.
- Het legaliteitsbeginsel
- Vermoeden van onschuld.
- Nulla poena sine lege: geen straf zonder wet.
- Ne bis in idem: één persoon mag niet tweemaal vervolgd worden voor dezelfde feiten.
- Lites finiri oportet: het rechtsbeginsel dat inhoudt dat een rechtsstrijd op afzienbare termijn tot een einde moet komen.
- Dubio pro reo: voordeel van de twijfel in het strafrecht. Anders gezegd, de rechter moet overtuigd zijn om tot een veroordeling te kunnen komen.
- De exceptio non adimpleti contractus.
- Fraus omnia corrumpit.
- De vereiste van een voorafgaande ingebrekestelling alvorens over te gaan tot dwangmaatregelen.

Er zijn ook bekende begrippen, gezegden of theorieën die niet zozeer een algemeen rechtsbeginsel zijn, maar een formulering betreffende een wet, een bepaald rechtsgebied of een samenvatting ervan, bijvoorbeeld:
- De vertrouwensleer in het verbintenissenrecht.
- No cure, no pay.
- Het geheim van het onderzoek in het strafrecht.
- Recht op herziening van een strafproces (beroepsrecht).
- Da mihi factum, dabo tibi ius (geef mij de feiten en ik geef u het recht).